# Jessé d'Amiens
Jessé (vers 775-832), était un prélat catholique, évêque d'Amiens et l'un des premiers missi dominici nommé par Charlemagne.

## Biographie
Ses principales missions ne nous sont connues que par des notes manuscrites de Dom Grenier recueillies pour l'histoire des évêques d'Amiens dans sa Gallia Christiana.

### Missions politiques en Italie
Jessé d'Amiens fut envoyé en 799 vers le pape Léon III alors que ce dernier était sur le point de se rendre en Gaule, et, parvenu en Italie, fit arrêter plusieurs séditieux opposés au souverain pontife. Il fut témoin du sacre de Charlemagne à Rome l'an 800, et obtint à cette occasion le privilège pour l'abbaye de Saint-Riquier.
En 808, à la suite du concile d'Aix-la-Chapelle, il est chargé d'une nouvelle ambassade auprès de Léon III au sujet de la procession du Saint-Esprit, et l'année suivante, il assiste au concile d'Aix-la-Chapelle puis est envoyé à Rome.

### Mission dans l'empire byzantin
En 802, Charlemagne l'envoya avec Helinguaud (ou Helmgaud) en ambassade à Constantinople auprès de l’impératrice Irène. En 805, il fut chargé de s'assurer de la publication des capitulaires dans les provinces du Royaume des Francs. 

### Missions religieuses
En 811-812, Charlemagne lança une enquête auprès des évêques métropolitains pour connaître les pratiques touchant le baptême (et en particulier le pédobaptême) à travers son royaume. La réponse adressée par Jessé (Epistula de baptismo) a été conservée.
Il assista encore aux synodes de Nouvion (814) et de Thionville (821), et comptait au nombre des prélats appelés au grand conseil de Paris en 829.

### Réfugié en Italie
À l'avènement de Louis le Pieux, en 814, il était évêque d'Amiens. Mais, en 830, l'empereur Louis le Pieux fut privé de ses droits impériaux par ses fils, appuyés par une partie de l'épiscopat soucieux de garantir ses droits et son autonomie. 
Quelques mois plus tard, la fortune tourna, Louis le Pieux regagna le trône. Ces bouleversements politiques eurent des conséquences très dommageables pour les évêques de la Francie qui avaient participé à la déposition de Louis : entre autres Agobard de Lyon, Ebon de Reims et Jessé d'Amiens. 
Jessé perdit son siège épiscopal et fut contraint à l'exil et s'enfuit en Italie avec d'autres évêques. Il y mourut d'une épidémie deux ans plus tard.